# Бирдарський Геран
Бирда́рський Гера́н (болг. Бърдарски геран) — село у Врачанській області Болгарії. Входить до складу общини Бяла Слатина.

## Населення
За даними перепису населення 2011 року у селі проживали 745 осіб, з них 649 осіб (99,1%) — болгари.
Розподіл населення за віком у 2011 році:
Динаміка населення: